# William Fox (Politiker)

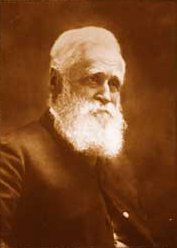
William Fox

Sir William Fox, KCMG (* 1812 in South Shields, England; † 23. Juni 1893 in Auckland) war ein englisch-neuseeländischer Politiker sowie der zweite Premierminister Neuseelands. Er hatte dieses Amt insgesamt viermal inne: Das erste Mal vom 20. Mai bis 2. Juni 1856, das zweite Mal vom 12. Juli 1861 bis 6. August 1862, das dritte Mal vom 28. Juni 1869 bis 10. September 1872, das vierte und letzte Mal vom 3. März bis 8. April 1873. Fox erzielte einen Durchbruch in der Frage der Landrechte der Māori, verbesserte das Bildungswesen (unter anderem Gründung der University of New Zealand) und baute die Autonomie Neuseelands gegenüber dem Vereinigten Königreich aus.

## Frühes Leben
Fox wurde im Norden Englands geboren, das genaue Geburtsdatum ist nicht bekannt. Er wurde zunächst an der Durham School ausgebildet, danach am Wadham College der University of Oxford. Was er in den Jahren nach der Graduierung unternommen hat, ist bis heute nicht bekannt; es gibt Spekulationen, dass er sich damals nicht in England aufhielt. 1838 setzte er jedoch in London sein Studium fort.
Im Jahr 1842, kurz nachdem er sein Anwaltspatent erhalten hatte, heiratete er Sarah Halcomb. Das Ehepaar entschied sich zur Auswanderung nach Neuseeland. Nach der Ankunft in Wellington wurden Fox’ juristische Qualifikationen zwar anerkannt, doch es mangelte an Arbeit. Deshalb besserte er sein Einkommen mit dem Schreiben von Artikeln für Lokalzeitungen auf. Fox verlor 1843 seine Zulassung, als er sich weigerte, einen Eid zu schwören, den er als „abwertend“ empfand. Dadurch war er gezwungen, ausschließlich als Journalist tätig zu sein.

## Geschäftliche und politische Aktivitäten
Zu Beginn war Fox ein Gegner der Verhandlungen der Regierung mit den Māori in der Frage der Landrechte. Er argumentierte, die Māori besäßen lediglich Anrecht auf Land, das sie auch selbst bewirtschafteten. Er kritisierte auch die „schwache“ Antwort der Regierung auf die Ermordung von Arthur Wakefield, einem Beamten der New Zealand Company. Die Gesellschaft hatte versucht, die Kolonie Nelson auf Kosten der Māori zu erweitern. Fox kritisierte den Gouverneur Robert FitzRoy und trug so später zu dessen Absetzung bei. 1843 wurde Fox von der New Zealand Company zu Wakefields Nachfolger gewählt.
Unter seiner Verwaltung gab es wenige Konflikte mit den Māori und die meiste Zeit widmete Fox der wirtschaftlichen Entwicklung der Kolonie. Schlechte Planung und ungenaue Landvermessung hatten dazu geführt, dass viele Kolonisten weit weniger erhalten hatten als ihnen ursprünglich versprochen worden war und Fox’ Aufgabe war es, diese Probleme zu lösen. Während zahlreiche Historiker der Meinung sind, dass er gute Arbeit geleistet habe, war Fox selbst der Ansicht, dass seine Anstrengungen nicht genügten, um die verärgerten Kolonisten zu besänftigen.
1848 starb William Wakefield, der Bruder von Arthur und Fox’ Vorgesetzter. Fox reiste nach Wellington und sicherte sich Wakefields Position. Dies gelang ihm vor allem wegen der kurzen Distanz zwischen Nelson und Wellington, was es ihm ermöglichte, den Posten zu übernehmen, bevor Anweisungen aus anderen Städten eintreffen konnten. Er war zwar nicht die erste Wahl des Vorstands in London, doch mit seiner raschen Aktion hatte er seine Entschlossenheit demonstriert und wurde nachträglich bestätigt.
Die Gesellschaft befand sich nach dem Tod von Edward und Arthur Wakefield im Niedergang. Fox kümmerte sich mit der Zeit immer weniger um die Gesellschaft und vergrößerte stattdessen seinen Einfluss in der Regierung der Kolonie. Er war ein erbitterter Gegner von Gouverneur George Edward Grey; er bezeichnete die Verwaltung und die Justiz häufig als korrupt und inkompetent.
1851 reiste Fox im Auftrag einer Gruppe von Siedlern aus Wellington nach London. Dort traf er sich mit Edward Gibbon Wakefield, dem älteren Bruder von Edward und Arthur. Er diskutierte mit ihm über eine mögliche neuseeländische Verfassung, wobei er sich für Selbstverwaltung, Autonomie der Provinzen und ein Zweikammernparlament einsetzte. Er wollte auch den Kolonialminister Earl Grey treffen, erhielt jedoch keine Einladung. Im darauf folgenden Jahr wurde eine Verfassung veröffentlicht, die einige von Fox’ Ideen enthielt, mit der er jedoch insgesamt nicht zufrieden war.

## Amtszeiten als Premierminister
Bevor er nach Neuseeland zurückkehrte, reiste Fox mit seiner Frau durch Kanada, die USA und Kuba. Er wurde 1855 zum Parlamentsabgeordneten von Whanganui gewählt. Er setzte sich stark für die Autonomie der Provinzen ein und war Anführer der Opposition gegen die Regierung von Henry Sewell. Durch ein Misstrauensvotum wurde Sewell im Mai 1856 nach nur dreizehn Tagen im Amt abgewählt und von Fox abgelöst. Fox hielt sich ebenfalls nur dreizehn Tage im Amt, auf ihn folgte Edward Stafford. Während der ersten zwei Jahre von Staffords Regierungszeit zog sich Fox teilweise aus der Politik zurück, führte danach aber wieder die Opposition an.
In der Zwischenzeit hatte Fox seine Meinung bezüglich der Landrechte der Māori geändert. Er machte die Regierung Stafford und Gouverneur Thomas Gore Browne persönlich für die Aufstände in der Region Taranaki verantwortlich. Diese waren ausgebrochen, nachdem ein Māori-Häuptling sich geweigert hatte, sein Land zu verkaufen. 1860 ließ sich Fox im Wahlkreis Rangitikei aufstellen.
Im Juli 1861 brachte Fox ein Misstrauensvotum gegen Stafford durch und übernahm das Amt des Premierministers. Er brachte Gesetze durch, welche die politischen Strukturen der Māori mit der neuseeländischen Verfassung in Einklang brachten und einen Stopp auf den Kauf von Māori-Land verfügten. Dadurch konnten die latenten Spannungen etwas abgebaut werden. Seine Bemühungen wurden allerdings von George Edward Grey unterlaufen, der militärische Aktionen gegen die Māori für notwendig hielt. Grey ließ militärische Bauten errichten und Truppen ausheben, was bei den Māori zu einem Vertrauensverlust gegenüber der Regierung führte.
Im August 1862 verlor Fox ein Misstrauensvotum. Ein Jahr später kehrte er in die Regierung zurück, allerdings nur als Minister „für die Belange der Eingeborenen“; Premierminister wurde Frederick Whitaker. Fox schien sich damals nur wenig um die Regierungsgeschäfte gekümmert haben. Im November 1864 trat er zurück und zog zusammen mit seiner Frau für mehrere Jahre nach Australien.
Nach seiner Rückkehr nach Neuseeland im Jahr 1868 ließ sich Fox von der Opposition dazu überreden, wieder in die Politik einzusteigen. Er wurde erneut als Abgeordneter gewählt und kritisierte heftig die schlechten Beziehungen der Regierung Stafford mit den Māori. Nach einem erneuten Misstrauensvotum wurde Fox im Juni 1869 zum dritten Mal Premierminister. Er reduzierte die militärischen Aktivitäten und unterband jegliche Versuche, die Māori mit Gewalt zu vertreiben. Finanzminister Julius Vogel verfolgte ehrgeizige Pläne zur wirtschaftlichen Entwicklung Neuseelands und drängte Fox allmählich in den Hintergrund. Diese Führungslosigkeit hatte zur Folge, dass Fox im September 1872 durch ein erneutes Misstrauensvotum seines Rivalen Edward Stafford abgesetzt wurde.
Danach strebte Fox kein weiteres Regierungsamt mehr an. Doch dann trat George Waterhouse im März 1873 unerwartet zurück. Fox wurde gebeten, das Amt des Premierministers vorübergehend zu übernehmen, bis ein Nachfolger gefunden werden konnte. Als Julius Vogel dann einen Monat später von einer Auslandsreise zurückkehrte, trat Fox sein Amt ab.

## Späte Jahre
1875 trat Fox als Parlamentsabgeordneter zurück, war aber von 1876 bis 1879 erneut Abgeordneter von Whanganui und von 1880 bis 1881 Abgeordneter von Rangitikei. 1879 wurde Fox zum Knight Commander des Order of St. Michael and St. George ernannt. Den Rest seines Lebens verbrachte Fox in Auckland, wo er sich gegen den Missbrauch von Alkohol einsetzte und Zeitungsartikel schrieb. Zeit seines Lebens war Fox körperlich sehr aktiv; so bestieg er 1892, im Alter von 80 Jahren, den 2518 Meter hohen Mount Taranaki.
Nach ihm ist der Fox-Gletscher im Westland-Nationalpark auf der Südinsel benannt. Die Stadt Foxton auf der Nordinsel trägt ebenfalls seinen Namen.